# Erftstadt
Erftstadt település Németországban, azon belül Észak-Rajna-Vesztfália tartományban. Lakosainak száma 50 018 fő (2023. december 31.). Erftstadt Zülpich, Hürth, Brühl, Kerpen, Weilerswist, Nörvenich és Vettweiß községekkel határos.

## Népesség
A település népességének változása:
| Lakosok száma | 41 030 | 49 647 | 52 508 | 49 801 | 50 060 | 49 667 | 49 882 | 50 018 |
|               | 1975   | 2017   | 2018   | 2019   | 2020   | 2021   | 2022   | 2023   |